# Siberische den

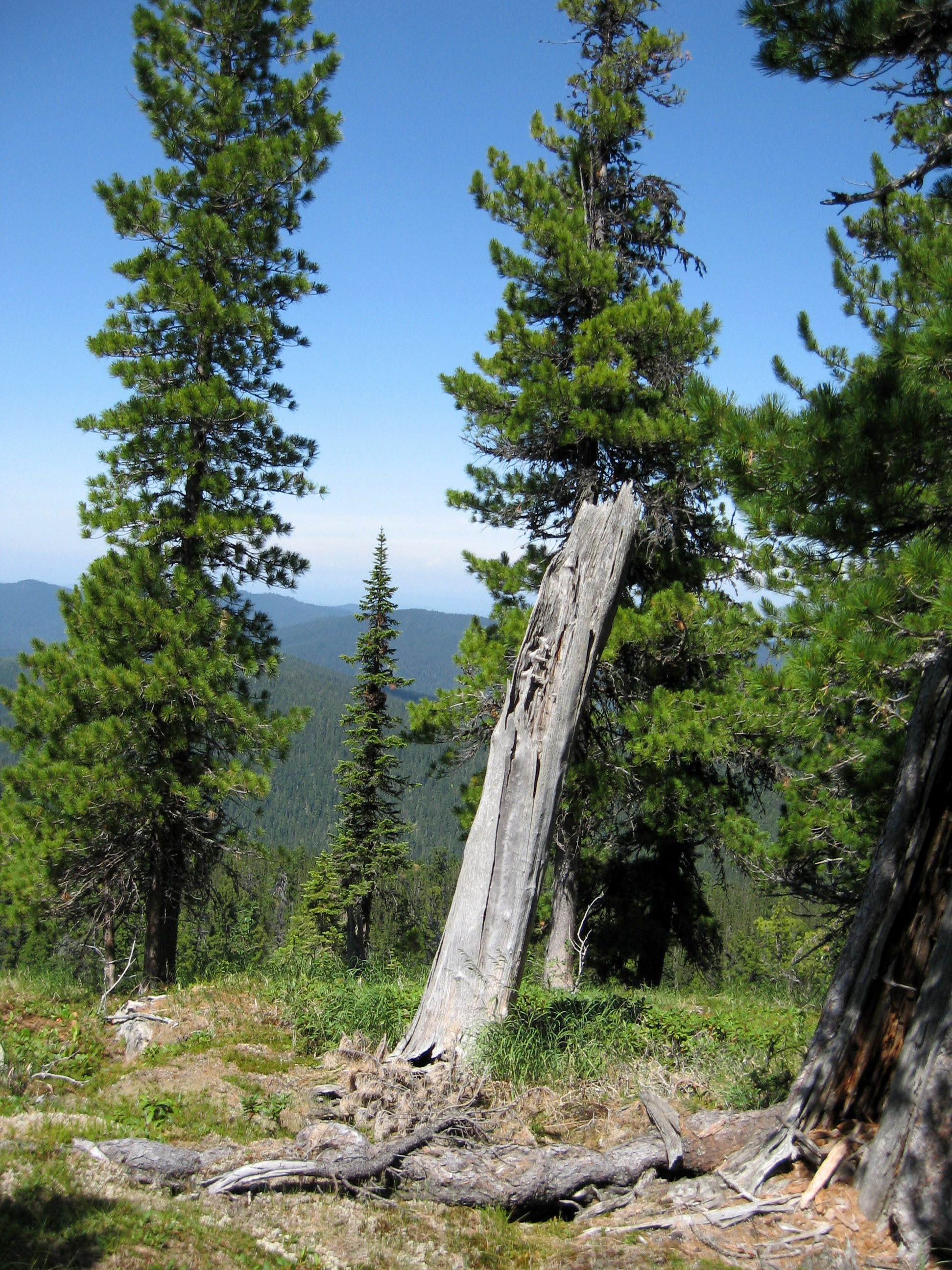

Siberische den (Pinus sibirica) is een soort uit de dennenfamilie (Pinaceae). De soort is afkomstig uit Siberië, maar wordt tegenwoordig als sierplant ook in andere koude gebieden aangeplant. 

## Determinatie
Siberische den is een groenblijvende naaldboom. De boom wordt 30–40 m hoog en kan een stamdiameter krijgen van 1,5 meter. De maximale levensduur is 800–850 jaar.
De bladeren groeien in bundels van 5 en zijn 5–10 cm lang. De kegels zijn 5–9 cm lang, en de zaden zijn 9–12 mm. De zaden worden verkocht als pijnboompitten, ook wordt er olie uit de pitten geperst.
... · 
P. albicaulis (asgrijze den) · 
P. aristata (stoppelden) · 
P. balfouriana (vossenstaartden) · 
P. brutia (Turkse den) · 
P. canariensis (Canarische den) · 
P. cembra (alpenden) · 
P. contorta (draaiden) · 
P. densiflora (Japanse rode den) · 
P. halepensis (aleppoden) · 
P. heldreichii (Bosnische den) · 
Pinus hwangshanensis · 
P. jeffreyi (jeffreyden) · 
P. koraiensis (Koreaanse den) · 
P. lambertiana (suikerden) · 
P. longaeva (langlevende den) · 
P. monophylla · 
P. monticola (Amerikaanse witte den) · 
P. mugo (bergden) · 
P. muricata (bishopden) · 
P. nigra (zwarte den) · 
P. nigra subsp. laricio (Corsicaanse den)  · 
P. nigra subsp. nigra (Oostenrijkse den) · 
P. palustris (moerasden) · 
P. parviflora (Japanse witte den) · 
P. peuce (Macedonische den) · 
P. pinaster (zeeden) · 
P. pinea (parasolden) · 
P. ponderosa (gele den) · 
P. pumila (Siberische dwergden) · 
P. radiata (montereyden) · 
P. strobus (weymouthden) · 
P. sibirica (Siberische den) · 
P. sylvestris (grove den) · 
P. thunbergii (Japanse zwarte den) · 
P. wallichiana (tranenden) · 
...